# Muricidae

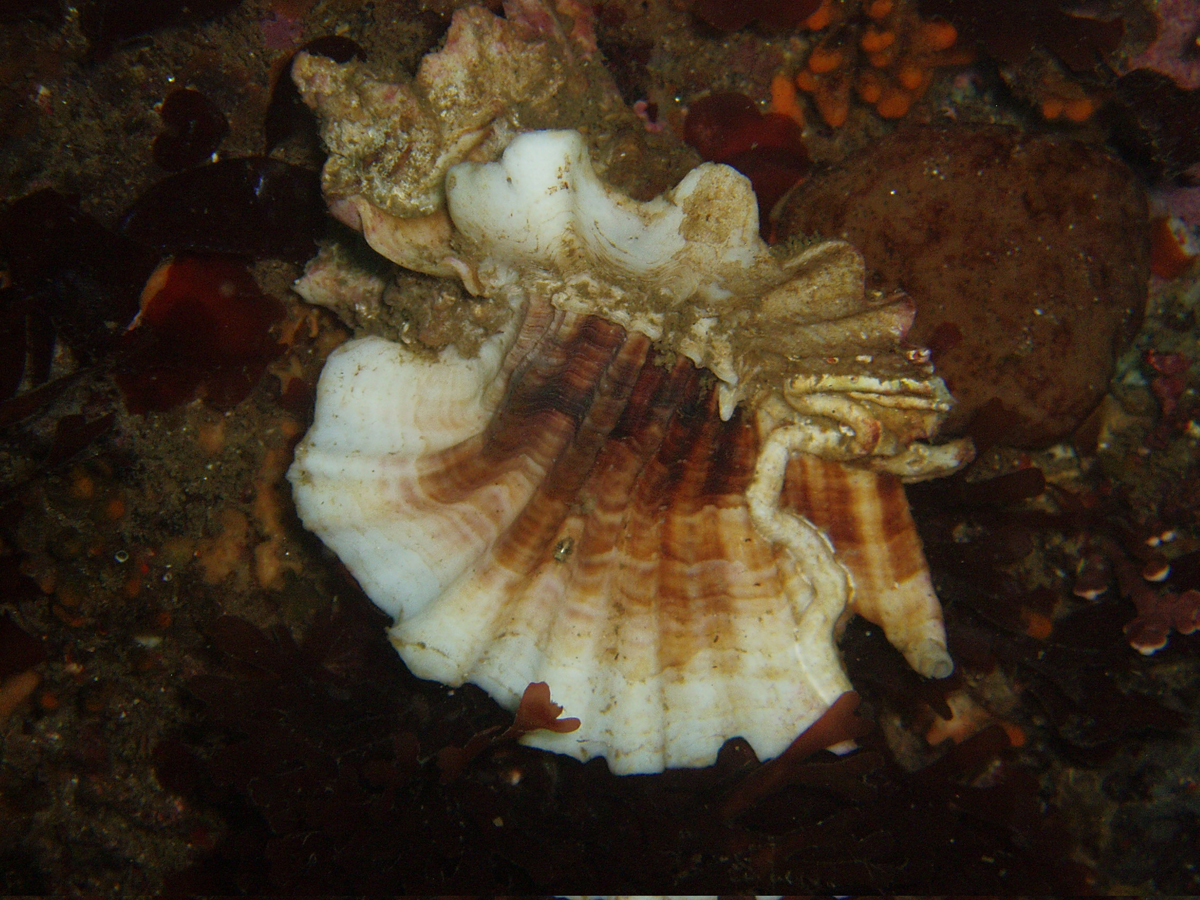
Ceratostoma foliatum

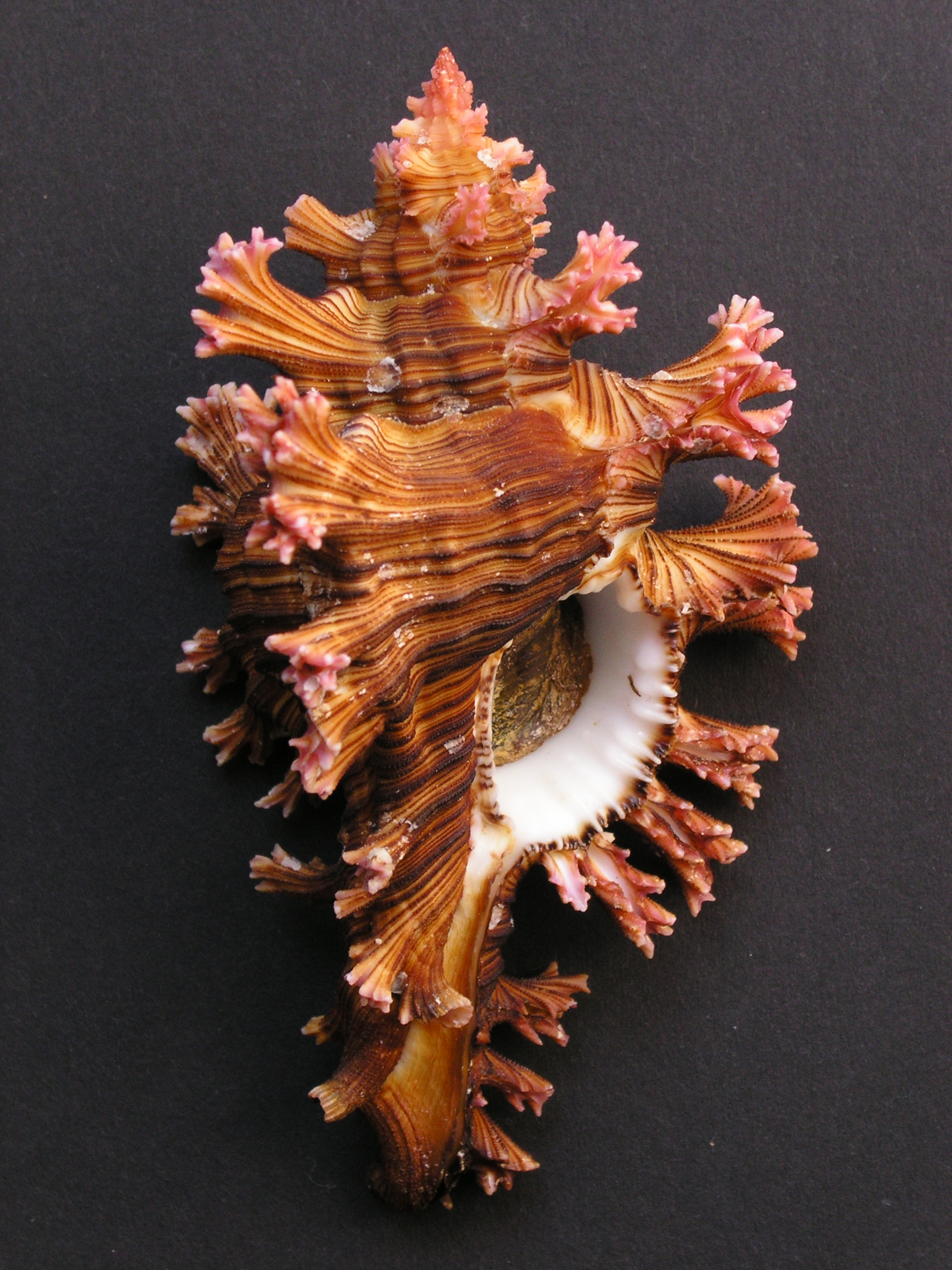
Chicoreus palmarosae

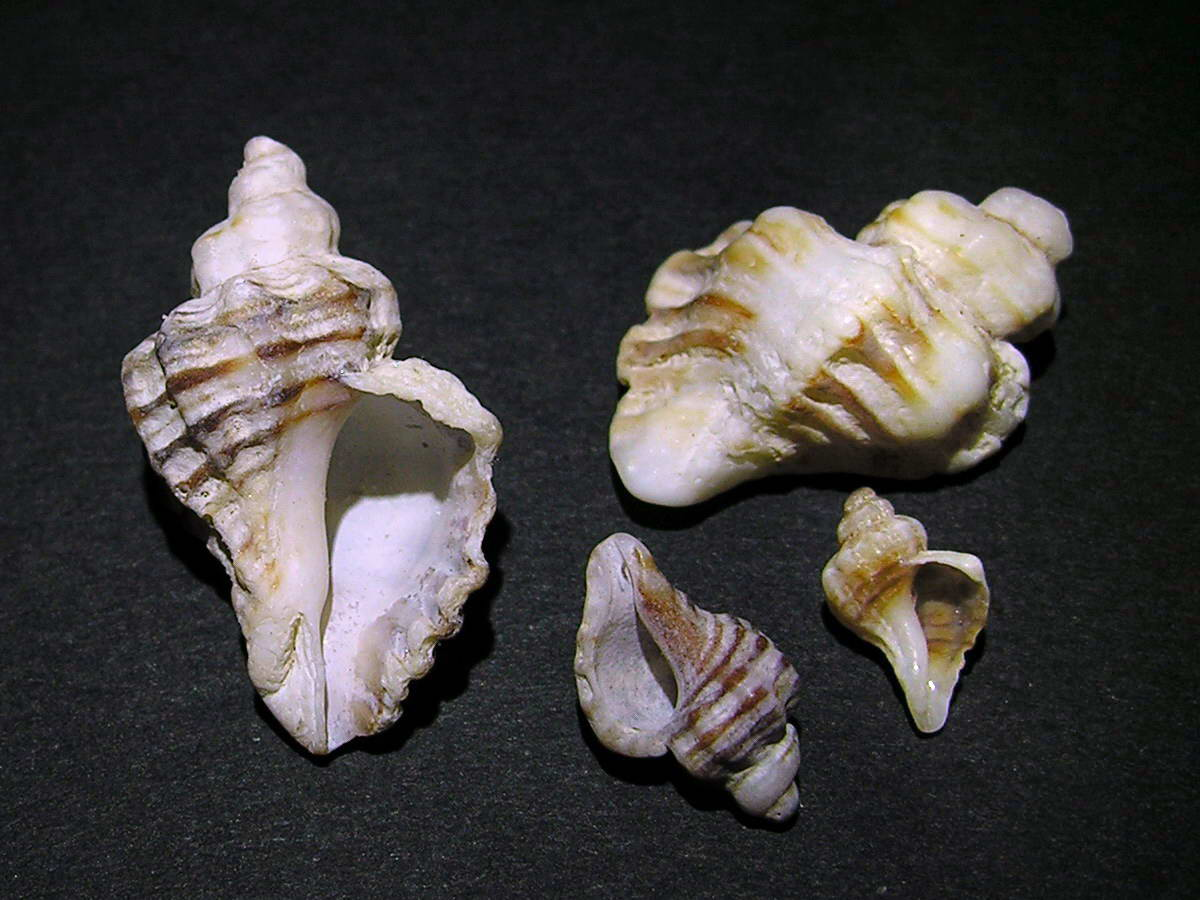
Ocenebra erinacea

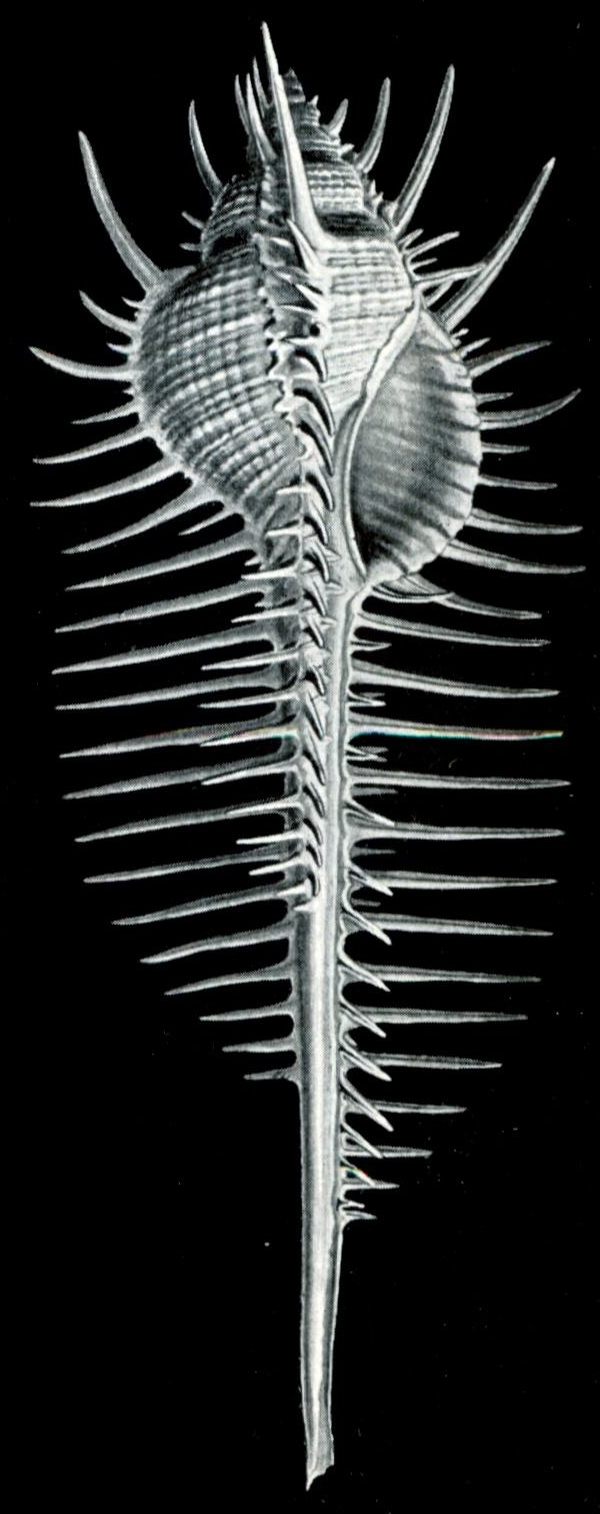
Murex pecten

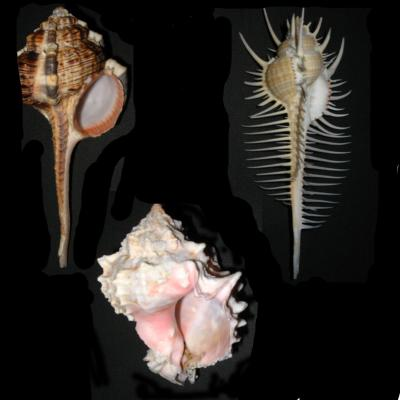
Muricidae

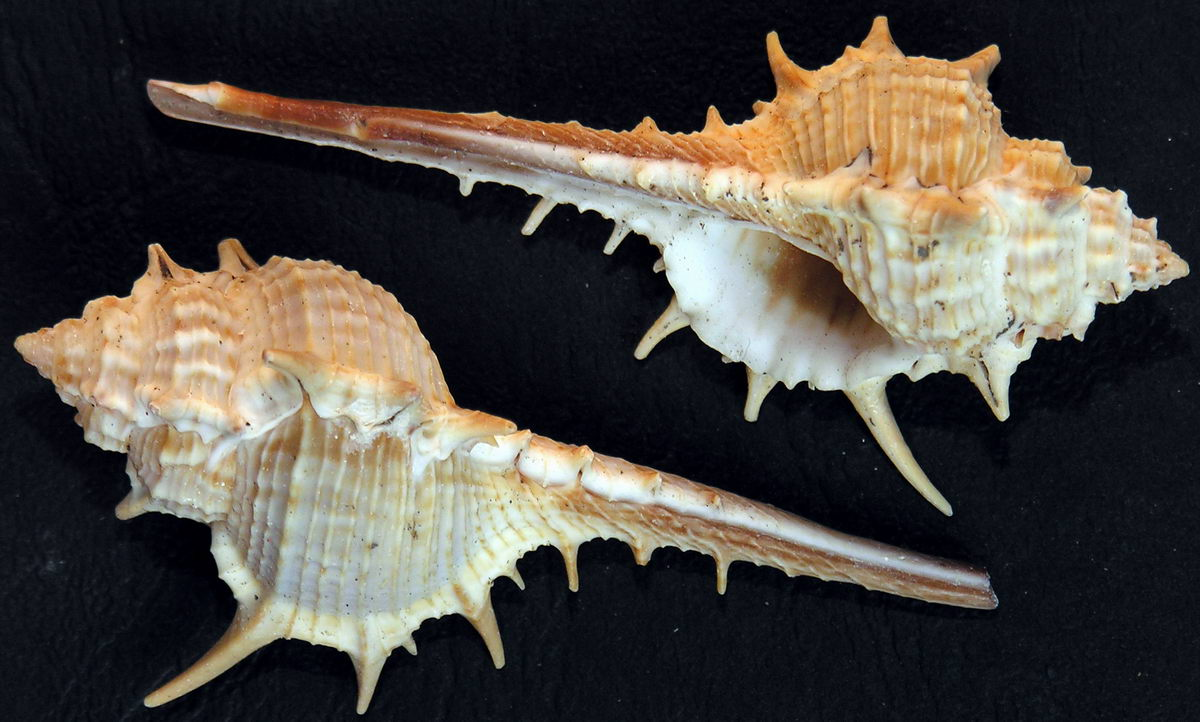
Haustellum tricornis

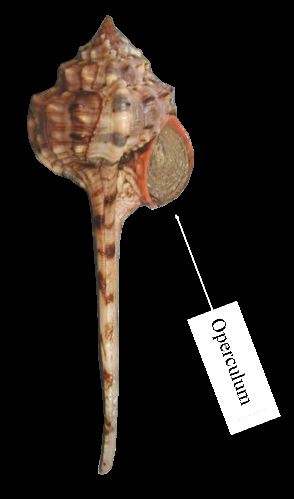
Haustellum haustellum

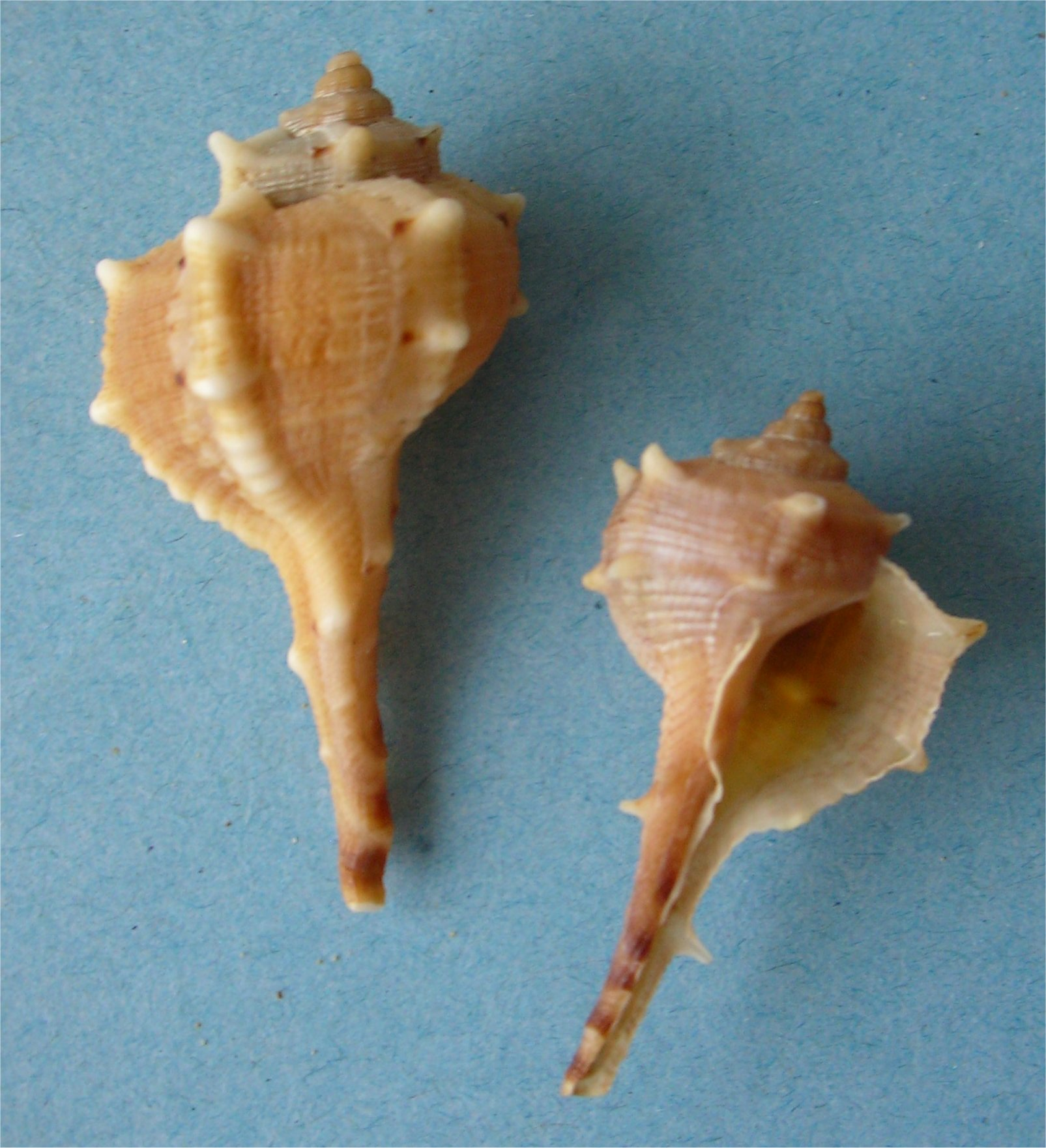
Haustellum brandaris

Muricidae zijn een familie van weekdieren die behoort tot de klasse der Gastropoda (buikpotigen of slakken).

## Kenmerken
De huisjes zijn spiraalvormig gewonden, in allerlei vormen en maten: van 13 mm (Aspella acuticostata (Turton, 1832)) tot ca. 300 mm (Chicoreus ramosus (Linnaeus, 1758)).

## Leefwijze
Alle soorten uit deze groep zijn carnivoor. Ze komen voor op plaatsen waar zeepokken en kleinere tweekleppigen leven, die de dieren als voedsel tot zich nemen. Enkele soorten boren hun prooien aan (bijvoorbeeld Eupleura, Ocenebra, Ursalpinx, de zogenaamde oesterboorders, die schade toebrengen in de oestercultuur.

## Verspreiding en leefgebied
Ze leven in ondiep warm water op zandgronden, rotsbodems en koraalriffen (sublitoraal en circumlitoraal).
Deze grote familie is wereldwijd verspreid, vooral in tropische- en warmere wateren. Ook in koudere en gematigde zeeën komen vertegenwoordigers voor.

## Taxonomie
De volgende taxa zijn bij de familie ingedeeld:
- Onderfamilie nog te bepalen:
  - Geslacht Actinotrophon Dall, 1902
- Onderfamilie Coralliophilinae Chenu, 1859
- Onderfamilie Ergalataxinae Kuroda, Habe & Oyama, 1971
- Onderfamilie Haustrinae Tan, 2003
- Onderfamilie Muricinae Rafinesque, 1815
- Onderfamilie Muricopsinae Radwin & d'Attilio, 1971
- Onderfamilie Ocenebrinae Cossmann, 1903
- Onderfamilie Pagodulinae Barco, Schiaparelli, Houart & Oliverio, 2012
- Onderfamilie Rapaninae Gray, 1853
- Onderfamilie Tripterotyphinae D'Attilio & Hertz, 1988
- Onderfamilie Trophoninae Cossmann, 1903
- Onderfamilie Typhinae Cossmann, 1903